# Mine de charbon de Takashima
Pour les articles homonymes, voir Takashima (homonymie).
La mine de charbon de Takashima (高島炭坑, Takashima tankô) est une exploitation minière située sur une île au large de Nagasaki au Japon.

## Histoire
En 1810, un important gisement de houille est découvert sur l'île de Takashima et les habitants commencent à l'utiliser pour leurs besoins domestiques et à le vendre principalement aux fabricants de sel de la mer intérieure de Seto, qui utilisaient jusque-là de la résine de pin pour faire bouillir l'eau de mer mais avaient de plus en plus de difficultés à se fournir. Le charbon de Takashima arrive à point pour servir de combustible de remplacement .
Voyant les bénéfices réalisés par la vente du charbon, le clan Nabeshima (plus précisément la famille Fukahori) du domaine de Saga confisque la ressource et réduit les insulaires au rang de sous-traitants et de main-d'œuvre, et le charbon devient l'un des piliers de l'économie locale.
Durant la restauration de Meiji, l'essor de l'industrie japonaise provoque l'accroissement très rapide du besoin en charbon. En 1868, l'Écossais Thomas Blake Glover passe un contrat avec Nabeshima Naomasa pour moderniser la mine de Takashima qui utilisait jusque-là des méthodes primitives, les mineurs effritaient simplement la surface avec des pics. Glover importe alors de l'outillage moderne du Royaume-Uni et embauche des ingénieurs britanniques, comme Samuel John Morris, pour commencer un forage vertical de l'île alimenté par des machines à vapeur. L'année suivante, en avril 1869, du charbon situé à 45 m de profondeur y est exploité et la production atteint rapidement 300 tonnes par jour. La mine fournit alors le meilleur combustible pour les navires et alimente les approvisionnements de Nagasaki. Son charbon s'impose même sur le marché de Shanghai dans les années 1870, mais peine à conquérir des marchés hors de l'Asie orientale car les compagnies maritimes le juge de moins bonne qualité que le charbon anglais, qu'il faut en consommer davantage et qu'il génère beaucoup plus de fumée.

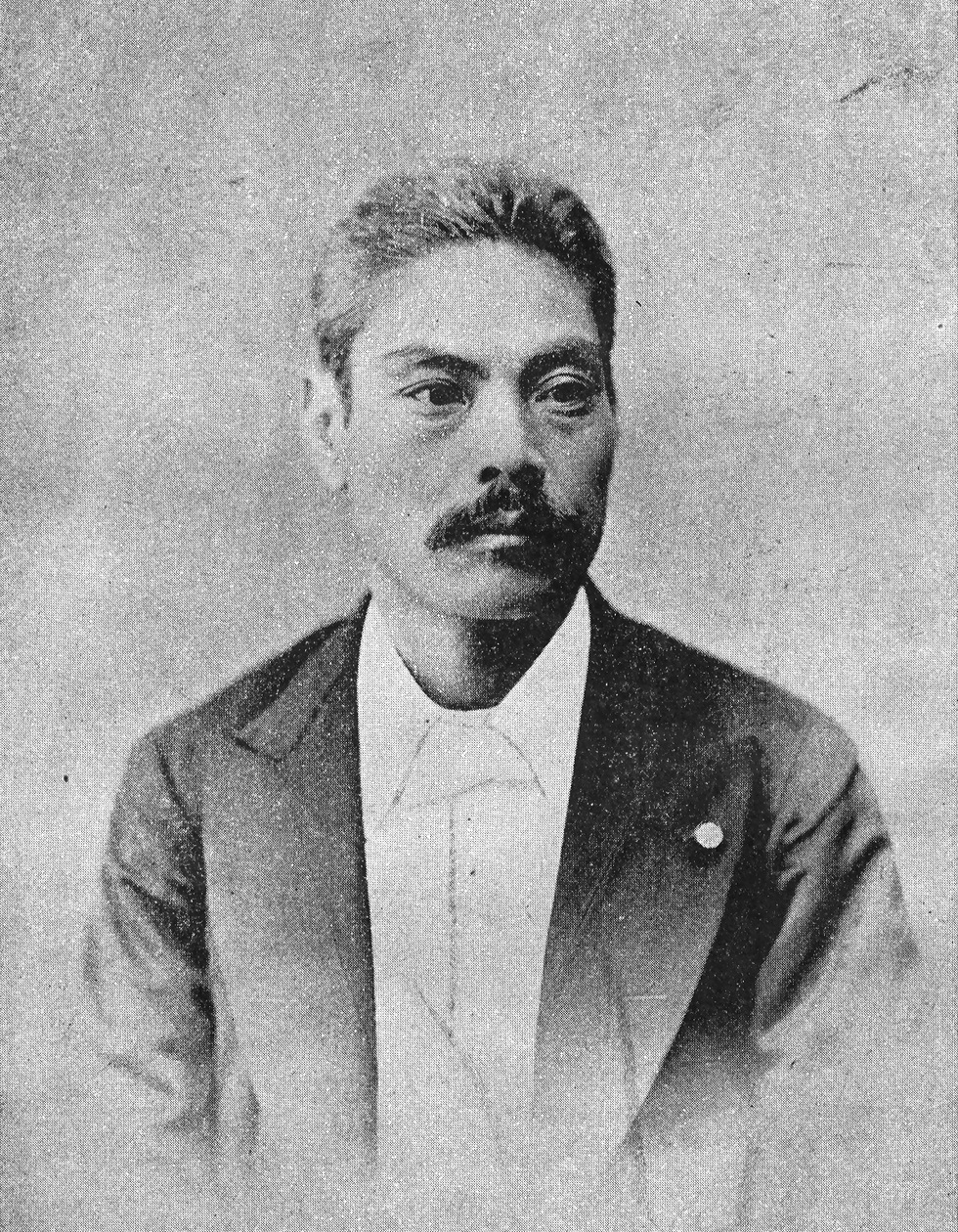
C'est Iwasaki Yanosuke qui persuade son frère Iwasaki Yatarō d'acquérir la mine de Takashima, alors en grande difficulté.

En 1876, la mine est temporairement abandonnée à cause d'inondations.
Gotō Shōjirō dirige un temps la mine de Takashima mais la trouve déficitaire et vend ses intérêts à Iwasaki Yatarō, le fondateur de Mitsubishi, en 1881. L'entreprise achètera également l'île voisine de Hashima en 1890.
La mine représente en 1883 54,6 % des bénéfices totaux de Mitsubishi, 87 % en 1884, et jusqu'à 91,6 % en 1885, ce qui est idéal pour l'entreprise qui souhaite se dégager des transports maritimes. Mais la mine connait en 1888 une grande grève des travailleurs[réf. nécessaire].
L'influence du succès de la mine de Takashima sur les autres exploitations minières du Japon est considérable, étant la seule mine moderne de charbon de 1868 à 1888. Son énorme succès a apporté des capitaux étrangers à Nagasaki qui ont permis de développer de nombreuses autres mines.
La mine est désignée site historique de la ville de Nagasaki en 2005. Le téléphone reliant la mine au domicile de Glover dans le district de Minami-Yamate est considéré comme la plus ancienne ligne téléphonique privée du Japon.